# Кисай, Диего

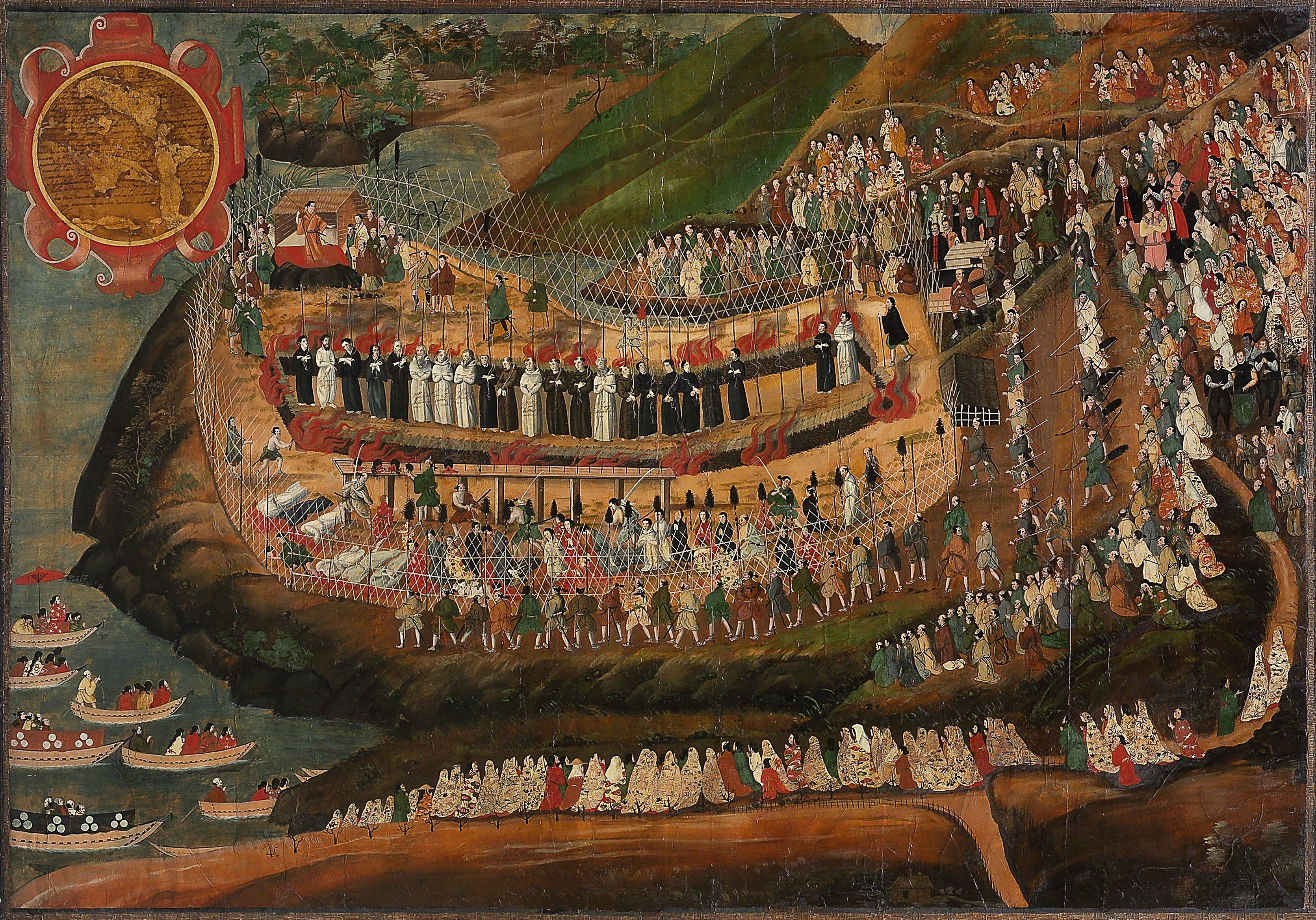
Мученики из Нагасаки. Японская картина XVII век.

Диего Кисай (яп.  ディエゴ喜斎; 1533, Окаяма, Япония — 5 февраля 1597, Нагасаки, Япония) — святой Римско-Католической Церкви, член монашеского ордена иезуитов, мученик.

## Биография
Диего Кисай получил начальное образование в монастыре иезуитов. Он женился на новообращённой японке и их сын Иоанн поступил в иезуитскую семинарию. Позднее Диего просил иезуита о. Солби принять его в монашеский орден иезуитов. Работал катехизатором в Осаке. В начале 1587 года по приказу главного министра Японии Тоётоми Хидэёси, запретившего распространять христианство, был арестован в числе 26 католиков, среди которых были 6 францисканских миссионеров из Европы, японский священник-иезуит Павел Мики и 19 мирян. Незадолго до смерти находясь в тюрьме вступил в Общество Иисуса. 5 февраля 1587 года Диего Кисай был казнён через распятие за приверженность христианству вместе с другими арестованными.

## Прославление
Беатификацию провёл 14 сентября 1627 года Римский папа Урбан VII. Канонизирован 8 июня 1862 года папой Пием IX в группе 26 японских мучеников из Нагасаки.
День памяти в Католической Церкви — 6 февраля.

## Источник
- Catholic Encyclopedia, NY, 1913
- BOUIX, Histoire des 26 martyrs du Jaon crucifies a Nangasaqui , Paris, Lyons, 1682
- DEPLACE, Le Catholicisme au Japon; II, L’Ere des Martyres 1593—1660, Brussels, 1909
- Мученики Японии на сайте «Католический Петербург и Северо-Запад России»